# Dans le labyrinthe (film)
Pour les articles homonymes, voir Dans le labyrinthe.
Pour plus de détails, voir Fiche technique et Distribution.

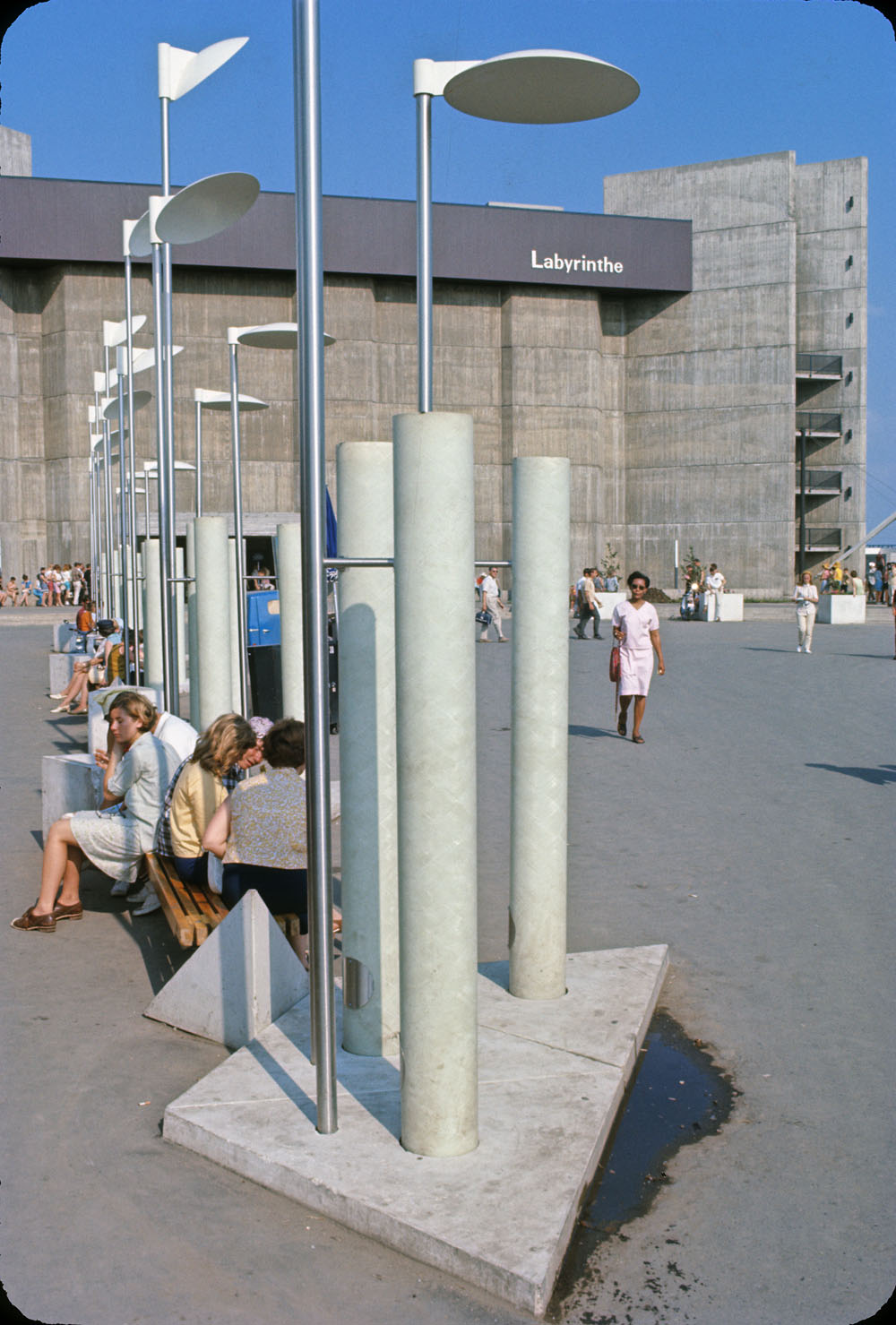
Pavillon Labyrinthe à l’Expo 67 à Montréal

Dans le labyrinthe (titre anglais: In the Labyrinth) est un court métrage canadien sur écrans multiples, réalisé par Roman Kroitor, Colin Low et Hugh O'Connor, sorti en 1967. Le film a été réalisé pour l'Exposition universelle de 1967.

## Synopsis
Le film explore l'idée d'une vie humaine comme une sorte de labyrinthe, avec une interprétation moderne de la légende de Thésée et du Minotaure.

## Fiche technique
- Titre anglais : In the Labyrinth
- Titre français : Dans le labyrinthe
- Réalisation : Roman Kroitor, Colin Low et Hugh O'Connor
- Photographie : V.V. Dombrovsky, Georges Dufaux, Gilles Gascon, Alex O. Krasnov, Walter Lassally et Michel Thomas-d'Hoste
- Montage : Tom Daly
- Musique : Eldon Rathburn (en)
- Production : Tom Daly, Desmond Dew et Roman Kroitor (Office national du film du Canada)
- Pays d'origine :  Canada
- Format : Couleur
- Durée : 21 minutes